# Montagny (Svizzera)
Montagny (toponimo francese) è un comune svizzero di 2 536 abitanti del Canton Friburgo, nel distretto della Broye.

## Storia
Il comune di Montagny è stato istituito il 1º gennaio 2000 con la fusione dei comuni soppressi di Montagny-la-Ville e Montagny-les-Monts; il 1º gennaio 2004 ha inglobato il comune soppresso di Mannens-Grandsivaz. Sede comunale è la frazione di Cousset.

## Società

### Evoluzione demografica
L'evoluzione demografica è riportata nella seguente tabella:
Abitanti censiti

## Geografia antropica
Le frazioni di Montagny sono:
- Mannens-Grandsivaz[3]
  - Grandsivaz
  - Mannens
- Montagny-la-Ville[4]
- Montagny-les-Monts[5]
  - Cousset
  - Les Arbognes
  - Tours[6]
  - Villarey

## Infrastrutture e trasporti
Montagny è servito dalla stazione di Cousset sulla ferrovia Friburgo-Yverdon.